# Черимоя
Черимоята (Annona Cherimola) е дърво от рода Annona, семейство Annonaceae. Отглежда се в тропически и субтропични региони по целия свят, включително Централна Америка, Югоизточна Америка, Южна Калифорния, Южна Азия, Австралия, Средиземноморския регион и Северна Африка. Американският писател Марк Твен нарича плодовете на черимоята „най-вкусният плод, познат на хората“. Кремообразната текстура на месестата част дава второ име на плода – ябълка с крем.

## Наименование
Името произлиза от думата на кечуаски език chirimuya, която означава „студени семена“. Растението расте на голяма надморска височина, където температурата на околната среда е по-ниска. В Боливия, Чили, Перу, Еквадор, Венецуела и Колумбия плодът е известен като chirimoya (изписва се според правилата на испанския език).

## Описание
Дървото Annona cherimola е бързо растящо, широколистно, вечнозелено, и нискоразклонено. Достига до 5 – 9 метра височина.
Клоните са покрити с къси, фини косми с цвят на ръжда. Кожестите листа са дълги 5 – 25 сантиметра, широки 3 – 10 сантиметра, предимно елипсовидни, заострени в краищата и заоблени близо до дръжката на листата. Когато са млади, те са покрити с меки, фини косми с цвят на ръжда. Когато узреят, листата носят власинки само по дължината на жилките на долната повърхност. Върховете са без косми и тъмнозелени, с по-бледи жилки, гърбовете са кадифени, тъмно сиво-зелени с издигнати бледозелени жилки. Новите листа са белезникави отдолу. Те са прикрепени към клоните с гъсто окосмени дръжки, дълги от 6 до 10 милиметра.
Дърветата имат бледозелени месести цветчета. Те са дълги 3 сантиметра с много силна плодова миризма. Всяко цветче има три външни, зеленикави, месести, продълговати, пухени венчелистчета и три по-малки, розови вътрешни венчелистчета с жълти или кафяви фино сплъстени власинки отвън, белезникави с лилави петна и много тичинки отвътре. Цветовете се появяват на клоните, срещуположни на листата, единични или по двойки или групи от по три, на цветни дръжки, които са гъсто покрити с фини власинки с цвят на ръжда, дълги 8 – 12 милиметра. Пъпките са дълги 15 – 18 милиметра и 5 – 8 милиметра широки в основата.

## Плодове
Ядливият плод черимоя е голям, зелен, с форма на сърце, дълъг 10 – 20 сантиметра, с диаметър 5 – 10 сантиметра, и кора, която изглежда, че има припокриващи се люспи. Узрява в края на зимата и началото на пролетта, като повърхността добива кафяв цвят и се напуква. Плодът тежи средно 150 – 500 грама, но изключително големи екземпляри могат да тежат 2,7 килограма.
Плодовете на черимоята се класифицират според степента на неравномерност на повърхността, както следва: Lisa, почти гладка, трудни за разпознаване ареоли; Impresa, с вдлъбнатини „пръстови отпечатъци“; Umbonata, със заоблени издатини на върха на всяка ареола; Mamilata с месести, подобни на зърна издатини; или Tuberkulata, с конични издатини, имащи връхчета, подобни на брадавици.
Черимоята съдържа множество твърди, негодни за консумация, черни, подобни на боб, лъскави семки, дълги 1 – 2 сантиметра. Семките са отровни, ако се смачкат. Подобно на други членове на семейство Annonaceae, цялото растение съдържа малки количества невротоксични ацетогенини, като анонацин, които изглежда са свързани с атипичен паркинсон в Гваделупа. Освен това, екстракт от кората може да предизвика парализа, ако се инжектира.

### Консумиране
Вкусът на плодът се описва като смесица между ананас, круша и манго. За да се разреже кората на един цял плод черимоя, е необходимо да се използва много остър нож. Обикновено се разрязва надлъжно наполовина, след което месестата част във вътрешността на черимоята се консумира с помощта на лъжица, тъй като месото на плода е кремообразно.

#### Хранителна стойност
Суровият плод черимоя е съставен 79% вода, 10% въглехидрати, 2% протеини, и 1% мазнини (от таблицата). Количество от 100 грама осигурява 75 калории, черимоята е богат източник на витамин B6 и умерен източник на витамин C, диетични фибри и рибофлавин (от таблицата). Плодовете са източник на калций, фосфор, желязо, тиамин, рибофлавин, глюкоза, фруктоза и захароза.

#### Биологични ефекти
Черимоята има приложение като лечебно растение. През последните години са открити вещества в растението, които имат висока антибактериална активност, а листата и семената съдържат много етерични масла. 
В Южна Америка от кората и листата на дървото се приготвя успокояващ и релаксиращ чай, подобряващ храносмилането, който има леко слабително действие.
Черимоята съдържа голямо количество захар и въглехидрати, затова не се препоръчва на диабетици. Важно е да се знае, че семките са отровни и те не се ядат.

## Галерия
- Клони с плодове
- Плод
- Разрязан плод
- Семки на плода